# Lohnsteuerhilfe Baden-Württemberg
Die Lohnsteuerhilfe Baden-Württemberg e. V. (LohiBW) ist ein 1968 gegründeter Lohnsteuerhilfeverein, dessen Beratungsstellen sich ausschließlich in Baden-Württemberg befinden. Mit über 185.000 Mitgliedern ist sie nach eigenen Angaben der Lohnsteuerhilfeverein mit den meisten Mitgliedern innerhalb von Baden-Württemberg.

## Geschichte
Die Lohnsteuerhilfe Baden-Württemberg e. V. wurde am 13. Juli 1968 von sieben Mitgliedern gegründet. Die erste Eintragung des Vereins im Vereinsregister erfolgte am 12. August 1968 in Leonberg. Am 17. Februar 1972 wurde der Sitz des Vereins nach Stuttgart verlegt und in das Vereinsregister des Amtsgerichts Stuttgart eingetragen. Im Jahr 2018 feierte die Lohnsteuerhilfe Baden-Württemberg ihr 50-jähriges Jubiläum und verzeichnet damals über 175.000 Mitglieder. Im Jahr 2023 feiert die LohiBW das 55-jährige Jubiläum und hat über 185.000 Mitglieder.

## Leistungen
Der Lohnsteuerhilfeverein erstellt die Einkommensteuererklärung für Arbeitnehmer, Rentner und Pensionäre im Rahmen einer Mitgliedschaft begrenzt nach § 4 Nr. 11 Steuerberatungsgesetz.
Zu den Leistungen der Lohnsteuerhilfe Baden-Württemberg gehört die Erstellung von
- Einkommensteuererklärungen gemäß § 4 Nr. 11 Steuerberatungsgesetz
- Steuervorausberechnungen
- Anträge auf Lohnsteuerermäßigung
- Antrag auf Eigenheimzulage
- Antrag auf Festsetzung der Arbeitnehmersparzulage
- Antrag auf Wohnungsbauprämie

Außerdem übernimmt die Lohnsteuerhilfe Baden-Württemberg
- die gesamte Abwicklung des Verfahrens mit dem Finanzamt
- die Überprüfung der Steuerbescheide
- die Vertretung im Einspruchs- und Klageverfahren
- die Ermittlung der jeweils günstigsten Steuerklasse
- die Bearbeitung von Kindergeldsachen im Rahmen des Einkommensteuergesetzes

## Qualitätssicherung
Der Großteil der Beratungsstellen und Mitarbeiter sind durch den Zertifizierungsverband der Lohnsteuerhilfevereine e. V. (ZVL) nach DIN 77700 zertifiziert. Als eines der Gründungsmitglieder des ZVL ist die Lohnsteuerhilfe Baden-Württemberg e. V. bestrebt den hohen Qualitätsstandard der Beratungsleistungen durch regelmäßige Überprüfungen zu sichern. Im Rahmen dessen liegt der Fokus sowohl auf den steuerlichen Kenntnissen der Berater, als auch die Arbeitsabläufe in den Beratungsstellen vor Ort. Die Bestnote für das fairste Leistungsangebot hat die LohiBW von Focus Money seit 2018 durchgängig bis 2024 erhalten.

## Mitgliedschaft
Die Leistungen der LohiBW können nur von Vereinsmitgliedern und nur in den Grenzen des § 4 Nr. 11 Steuerberatungsgesetz in Anspruch genommen werden. Somit bilden Arbeitnehmer, Rentner, Beamte und Unterhaltsempfänger die Zielgruppe. Die Mitgliedsbeiträge sind nach sozialen Gesichtspunkten gestaffelt und decken alle Dienstleistungen ab.